# Darko Kralj
Darko Kralj (Garešnica, 6. lipnja 1971.) - hrvatski paraolimpijac, bacač kugle, predsjednik Atletskog kluba osoba s invaliditetom Grubišno Polje, svjetski rekorder u bacanju kugle za paraolimpijce, osvojio zlatnu medalju na Paraolimpijskim igrama u Pekingu 2008. O njemu je snimljen i hrvatski film "Kralj" redatelja Dejana Aćimovića 2012. godine.

## Životopis
Rođen je u Garešnici. Djetinjstvo je proveo u Grubišnom Polju, gdje je pohađao osnovnu i srednju školu. Igrao je rukomet u RK "Česma" na poziciji kružnog napadača. Sudjelovao je u Domovinskom ratu, kao pripadnik pričuvnog sastava MUP-a te postojbe za posebne namjene. Teško je ranjen u srpnju 1991., prilikom raketiranja Dalja. Amputirana mu je lijeva natkoljenica. 
Počeo se baviti atletikom 2004. godine, kao član bjelovarskog "Sokola". Ubrzo je postao državni prvak i rekorder. Od 2004., svake je godine pobijeđivao na Otvorenom prvenstvu Hrvatske. Od 2006. godine, trenira s Ivanom Ivančićem, najboljim hrvatskim trenerom za bacačke discipline. Na Svjetskom dvoranskom prvenstvu u Švedskoj, osvojio je srebrnu medalju. Na atletskom natjecanju u Rijeci, postigao je svjetski rekord 14.04 m u bacanju kugle za paraolimpijce. Bio je pritajeni favorit na Paraolimpijskim igrama u Pekingu 2008. Pobijedio je s novim svjetskim rekordom 14.43 m, tako da je u 5 od 6 hitaca, prebacio dotadašnji svjetski rekord. Prvi je Hrvat, koji je osvojio zlatnu medalju na Paraolimpijskim igrama. U isto vrijeme, hrvatski paraolimpijac Branimir Budetić, osvojio je srebrnu medalju u bacanju koplja na susjednom borilištu.
Dobitnik je godišnje Državne nagrade za šport "Franjo Bučar" za 2008. godinu. Dobitnik je nagrade Ponos Hrvatske 2008. godine, zbog svoje upornosti i izdržljivosti koje su sve napore okrunili zlatnom medaljom u Pekingu 2008.
Osvojio je zlatnu medalju na Svjetskom prvenstvu u atletici za osobe s amputacijama, niskim rastom i u kolicima u indijskom gradu Bangaloreu bacivši kuglu 14,40 m.

## izvori
1. ↑   The King:Movie about the croatian shot putter Darko Kralj, pristupljeno 19. svibnja 2015.
2. ↑  Darko Kralj i Branimir Budetić osvojili dvije medalje za Hrvatsku  Arhivirana inačica izvorne stranice od 21. svibnja 2015. (Wayback Machine), Sportnet.hr, pristupljeno 19. svibnja 2015.
3. ↑   Paraolimpijac Darko Kralj svjetski prvak u bacanju kugle, Večernji list, pristupljeno 19. svibnja 2015.